# Ischiasnerv
Der Ischiasnerv (['ɪʃias] oder ['ɪsçias] gesprochen), fachsprachlich auch Nervus ischiadicus (auch Ischias, Hüftnerv oder Sitzbeinnerv; Os ischii = Sitzbein), ist ein peripherer Nerv des Plexus lumbosacralis (Lenden-Kreuz-Geflecht). Er ist der dickste Nerv des menschlichen Körpers. Seinen Ursprung hat er beim Menschen aus den letzten lumbalen und den ersten drei sakralen Rückenmarkssegmenten (4. Lendensegment bis 3. Kreuzbeinsegment des Rückenmarks, L4–S3). Bei den Haussäugetieren entspringt er aus L6–S2 als direkte Fortsetzung des sogenannten Truncus lumbosacralis.

## Verlauf

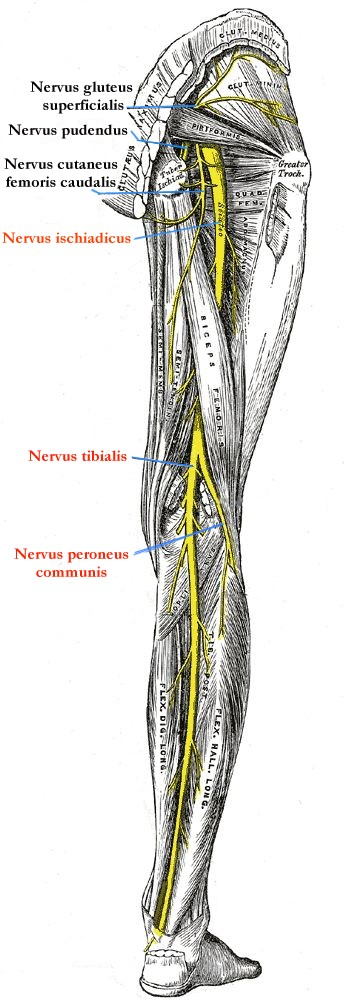
Verlauf des Ischiasnervs beim Menschen im rechten Bein rückseits

Der Ischiasnerv zieht über die Incisura ischiadica major bzw. das Foramen ischiadicum majus (genauer durch das Foramen infrapiriforme) auf die Streckseite des Hüftgelenks und dann an der Hinterseite des Oberschenkels, bedeckt von den Kniebeugern (Ischiokrurale Muskulatur) in Richtung Kniekehle. Auf seinem Weg entsendet er, bei den einzelnen Säugetieren etwas variierend, Äste zur motorischen Innervation an einige Oberschenkelmuskeln:
- Musculi gemelli,
- Musculus quadratus femoris,
- Musculus obturator internus,
- Musculus biceps femoris,
- Musculus semitendinosus sowie
- Musculus semimembranosus.

Am Oberschenkel teilt sich der Nervus ischiadicus in:
- Nervus fibularis communis (auch Nervus peroneus communis) und
- Nervus tibialis.

Bei einigen Säugetieren gehen obige Muskeläste auch erst von diesen Aufzweigungen aus.
Bei genauerem Betrachten existiert der Nervus ischiadicus (zumindest beim Menschen) eigentlich nicht, sondern ist ein Relikt aus der Vergangenheit anatomisch-morphologischer Forschung. Der Nervus fibularis communis und der Nervus tibialis treten getrennt voneinander aus dem Plexus sacralis aus. Kurz vor Durchtritt durch das Foramen infrapiriforme werden sie bei den meisten Menschen von einer dünnen Bindegewebshülle umgeben, aus der sie spätestens in der Kniekehle wieder austreten (tiefe Teilung). Bei manchen Menschen treten die Nerven früher aus der Bindegewebshülle aus (hohe Teilung) und bei wieder anderen existiert sie gar nicht. Innerhalb dieser Bindegewebshülle findet kein Austausch von Nervenfasern statt, sodass sämtliche Beuger (mit Ausnahme des kurzen Kopfes des Musculus biceps femoris) des Knie- und oberen Sprunggelenks vom Nervus tibialis und die Strecker und Pronatoren der Sprunggelenke vom Nervus fibularis communis versorgt werden. Der Nervus ischiadicus ist somit „nur Bindegewebe“. Dies lässt sich bei Sektionen leicht demonstrieren, indem ohne jeglichen Kraftaufwand die Bindegewebshülle (Nervus ischiadicus) mit dem Finger von der Kniekehle aufwärts gespalten werden kann. Dies geht bei „echten“ Nerven nicht.
Ähnlich verhält es sich beispielsweise auch mit dem Nervus vestibulocochlearis.

## Erkrankungen
Lähmungen des Nervus ischiadicus treten oft im Zusammenhang mit Beckenfrakturen, Oberschenkelfrakturen oder Luxationen des Kreuz-Darmbein-Gelenks auf. Bei Kleintieren kann eine Verletzung durch eine intramuskuläre Injektion in die hintere Oberschenkelmuskulatur auftreten. Bei Beschädigung des Ischiasnervs fehlt bei Auslösung des Flexorreflexes die Beugung im Kniegelenk.
Eine Neuralgie des Nervus ischiadicus wird meist kurz als Ischias (eigentlich: Ischialgie) bezeichnet und wurde erstmals von Domenico Cotugno (1736–1822) beschrieben. Dabei tritt bei Dehnung des Nervs (gestrecktes Knie, gebeugte Hüfte) ein charakteristischer Schmerz auf. Beim Lasègue-Test liegt der Patient in Rückenlage, die Beine sind gestreckt, Füße aber in neutraler Stellung. Das passive Anheben eines Beines führt zu Schmerzen der erkrankten Seite bei Ischiasproblemen.